# Ait Bou Oulli
Ait Bou Oulli (en àrab آيت بو علي, Āyt Bū ʿUllī; en amazic ⴰⵢⵜ ⴱⵓⵡⵍⵍⵉ) és una comuna rural de la província d'Azilal, a la regió de Béni Mellal-Khénifra, al Marroc. Segons el cens de 2014 tenia una població total de 11.095 persones.